# Стефан Петров (Битоля)
Вижте пояснителната страница за други личности с името Стефан Петров.
Стефан Петров Иванов е български революционер, деец на Вътрешната македоно-одринска революционна организация.

## Биография
Стефан Петров е роден през 1874 година в Битоля, тогава в Османската империя, днес в Северна Македония. Завършва българското педагогическо училище в Скопие, след което преподава в Роман, Битоля и други. Присъединява се към ВМОРО през 1898 година и е член на околийския комитет в Битоля. В близки отношения е с Даме Груев, Анастас Лозанчев, Васил Чекаларов и други. Заловен е и е осъден на 101 години затвор. Заточен е в Синоп, но е амнистиран след Младотурската революция. След Хуриета преподава в Леринското българско училище.
Умира през 1940 година в София.